# Giải vô địch bóng đá nữ thế giới 2023 (Bảng F)
Bảng F của giải vô địch bóng đá nữ thế giới 2023 sẽ diễn ra từ ngày 23 tháng 7 đến ngày 2 tháng 8 năm 2023. Bảng này bao gồm Pháp, Jamaica, Brasil và Panama. Hai đội tuyển đứng đầu sẽ giành quyền vào vòng 16 đội.

## Các đội tuyển
| Vị trí bốc thăm | Đội tuyển | Nhóm hạt giống | Liên đoàn | Tư cách vòng loại                             | Ngày vượt qua vòng loại | Tham dự chung kết | Tham dự cuối cùng | Thành tích tốt nhất lần trước | Bảng xếp hạng FIFA | Bảng xếp hạng FIFA |
| Vị trí bốc thăm | Đội tuyển | Nhóm hạt giống | Liên đoàn | Tư cách vòng loại                             | Ngày vượt qua vòng loại | Tham dự chung kết | Tham dự cuối cùng | Thành tích tốt nhất lần trước | Tháng 10 năm 2022  | Tháng 6 năm 2023   |
| --------------- | --------- | -------------- | --------- | --------------------------------------------- | ----------------------- | ----------------- | ----------------- | ----------------------------- | ------------------ | ------------------ |
| F1              | Pháp      | 1              | UEFA      | Nhất Bảng I khu vực châu Âu                   | 12 tháng 4 năm 2022     | Lần thứ 5         | 2019              | Hạng tư (2011)                | 5                  | 5                  |
| F2              | Jamaica   | 3              | CONCACAF  | Hạng ba Giải vô địch bóng đá nữ CONCACAF 2022 | 11 tháng 7 năm 2022     | Lần thứ 2         | 2019              | Vòng bảng (2019)              | 43                 | 43                 |
| F3              | Brasil    | 2              | CONMEBOL  | Vô địch Cúp bóng đá nữ Nam Mỹ 2022            | 27 tháng 7 năm 2022     | Lần thứ 9         | 2019              | Á quân (2007)                 | 9                  | 8                  |
| F4              | Panama    | 4              | CONCACAF  | Thắng play-off Bảng C                         | 23 tháng 2 năm 2023     | Lần đầu           | —                 | —                             | 57                 | 52                 |

Ghi chú
1. ↑  Bảng xếp hạng vào Tháng 10 năm 2022 sẽ được sử dụng làm hạt giống cho buổi lễ bốc thăm.

## Bảng xếp hạng
| VT | Đội     | ST | T | H | B | BT | BB | HS | Đ | Giành quyền tham dự                 |
| -- | ------- | -- | - | - | - | -- | -- | -- | - | ----------------------------------- |
| 1  | Pháp    | 3  | 2 | 1 | 0 | 8  | 4  | +4 | 7 | Đi tiếp vào vòng đấu loại trực tiếp |
| 2  | Jamaica | 3  | 1 | 2 | 0 | 1  | 0  | +1 | 5 | Đi tiếp vào vòng đấu loại trực tiếp |
| 3  | Brasil  | 3  | 1 | 1 | 1 | 5  | 2  | +3 | 4 |                                     |
| 4  | Panama  | 3  | 0 | 0 | 3 | 3  | 11 | −8 | 0 |                                     |

Ở vòng 16 đội:
- Đội nhất bảng F sẽ đấu với đội nhì bảng H.
- Đội nhì bảng F sẽ đấu với đội nhất bảng H.

## Các trận đấu
Tất cả trận đấu được liệt kê theo giờ địa phương.

### Pháp vs Jamaica
| Pháp | 0–0      | Jamaica |
| ---- | -------- | ------- |
|      | Chi tiết |         |

| Pháp | Jamaica |

| GK               | 16 | Pauline Peyraud-Magnin |     |     |
| RB               | 2  | Maëlle Lakrar          |     |     |
| CB               | 20 | Estelle Cascarino      |     |     |
| CB               | 3  | Wendy Renard (c)       |     |     |
| LB               | 7  | Sakina Karchaoui       |     |     |
| DM               | 6  | Sandie Toletti         |     |     |
| CM               | 8  | Grace Geyoro           |     |     |
| CM               | 10 | Amel Majri             |     | 66' |
| RF               | 11 | Kadidiatou Diani       |     |     |
| CF               | 9  | Eugénie Le Sommer      |     |     |
| LF               | 12 | Clara Matéo            | 14' | 66' |
| Thay người:      |    |                        |     |     |
| FW               | 23 | Vicki Bècho            |     | 66' |
| MF               | 15 | Kenza Dali             |     | 66' |
| Huấn luyện viên: |    |                        |     |     |
| Hervé Renard     |    |                        |     |     |

| GK               | 13 | Rebecca Spencer    |           |     |
| RB               | 4  | Chantelle Swaby    |           |     |
| CB               | 17 | Allyson Swaby      |           |     |
| CB               | 3  | Vyan Sampson       |           |     |
| LB               | 19 | Tiernny Wiltshire  |           |     |
| RM               | 10 | Jody Brown         |           |     |
| CM               | 20 | Atlanta Primus     | 24'       | 70' |
| CM               | 8  | Drew Spence        |           |     |
| LM               | 14 | Deneisha Blackwood |           |     |
| CF               | 21 | Cheyna Matthews    |           | 70' |
| CF               | 11 | Khadija Shaw (c)   | 37' 90+2' |     |
| Thay người:      |    |                    |           |     |
| MF               | 6  | Havana Solaun      |           | 70' |
| MF               | 2  | Solai Washington   |           | 70' |
| Huấn luyện viên: |    |                    |           |     |
| Lorne Donaldson  |    |                    |           |     |

| Cầu thủ xuất sắc của trận đấu: Deneisha Blackwood (Jamaica) Trợ lý trọng tài: Leslie Vásquez (Chile) Loreto Toloza (Chile) Trọng tài thứ tư: Laura Fortunato (Argentina) Trọng tài video: Nicolás Gallo (Colombia) Trợ lý trọng tài video: Juan Soto (Venezuela) Trợ lý trọng tài video (việt vị): Mariana de Almeida (Argentina) |

### Brasil vs Panama
| Brasil                                 | 4–0      | Panama |
| -------------------------------------- | -------- | ------ |
| - Borges 19', 39', 70' - Zaneratto 48' | Chi tiết |        |

| Brasil | Panama |

| GK               | 12 | Letícia Izidoro        |  |     |
| RB               | 2  | Antônia                |  | 59' |
| CB               | 14 | Lauren                 |  |     |
| CB               | 4  | Rafaelle Souza (c)     |  |     |
| LB               | 6  | Tamires                |  |     |
| RM               | 17 | Ary Borges             |  | 75' |
| CM               | 21 | Kerolin                |  |     |
| CM               | 5  | Luana                  |  | 75' |
| LM               | 11 | Adriana                |  |     |
| CF               | 16 | Beatriz Zaneratto João |  | 59' |
| CF               | 9  | Debinha                |  | 59' |
| Thay người:      |    |                        |  |     |
| FW               | 23 | Gabi Nunes             |  | 59' |
| DF               | 13 | Bruninha               |  | 59' |
| FW               | 18 | Geyse                  |  | 59' |
| FW               | 10 | Marta                  |  | 75' |
| MF               | 15 | Duda Sampaio           |  | 75' |
| Huấn luyện viên: |    |                        |  |     |
| Pia Sundhage     |    |                        |  |     |

| GK               | 12 | Yenith Bailey        |  |     |
| SW               | 15 | Rosario Vargas       |  | 83' |
| CB               | 5  | Yomira Pinzón        |  |     |
| CB               | 23 | Carina Baltrip-Reyes |  |     |
| RWB              | 4  | Katherine Castillo   |  |     |
| LWB              | 2  | Hilary Jaén          |  | 46' |
| RM               | 11 | Natalia Mills (c)    |  | 53' |
| CM               | 20 | Aldrith Quintero     |  | 65' |
| CM               | 8  | Schiandra González   |  |     |
| LM               | 10 | Marta Cox            |  | 79' |
| CF               | 9  | Karla Riley          |  | 53' |
| Thay người:      |    |                      |  |     |
| DF               | 3  | Wendy Natis          |  | 46' |
| MF               | 7  | Emily Cedeño         |  | 53' |
| FW               | 13 | Riley Tanner         |  | 53' |
| MF               | 6  | Deysiré Salazar      |  | 65' |
| FW               | 19 | Lineth Cedeño        |  | 79' |
| MF               | 14 | Carmen Montenegro    |  | 83' |
| Huấn luyện viên: |    |                      |  |     |
| Ignacio Quintana |    |                      |  |     |

| Cầu thủ xuất sắc của trận đấu: Ary Borges (Brasil) Trợ lý trọng tài: Michelle O'Neill (Cộng hòa Ireland) Franca Overtoom (Hà Lan) Trọng tài thứ tư: Iuliana Demetrescu (România) Trọng tài video: Massimiliano Irrati (Ý) Trợ lý trọng tài video: Alejandro Hernández Hernández (Tây Ban Nha) Trợ lý trọng tài video (việt vị): Guadalupe Porras Ayuso (Tây Ban Nha) |

### Pháp vs Brasil
| Pháp                         | 2–1      | Brasil        |
| ---------------------------- | -------- | ------------- |
| - Le Sommer 17' - Renard 83' | Chi tiết | - Debinha 58' |

| Pháp | Brasil |

| GK               | 16           | Pauline Peyraud-Magnin |       |     |
| RB               | 22           | Ève Périsset           |       |     |
| CB               | 2            | Maëlle Lakrar          |       |     |
| CB               | 3            | Wendy Renard (c)       |       |     |
| LB               | 7            | Sakina Karchaoui       | 69'   |     |
| DM               | 6            | Sandie Toletti         | 29'   |     |
| CM               | 8            | Grace Geyoro           |       |     |
| CM               | 15           | Kenza Dali             | 11'   | 87' |
| RF               | 11           | Kadidiatou Diani       |       |     |
| CF               | 9            | Eugénie Le Sommer      |       | 65' |
| LF               | 13           | Selma Bacha            |       |     |
| Thay người:      |              |                        |       |     |
| FW               | 23           | Vicki Bècho            |       | 65' |
| MF               | 17           | Léa Le Garrec          |       | 87' |
| Huấn luyện viên: |              |                        |       |     |
| Hervé Renard     | Hervé Renard | Hervé Renard           | 90+8' |     |

| GK               | 12 | Letícia Izidoro         |     |     |
| RB               | 2  | Antônia                 |     | 86' |
| CB               | 14 | Lauren                  |     |     |
| CB               | 4  | Rafaelle Souza (c)      |     |     |
| LB               | 6  | Tamires                 |     |     |
| RM               | 17 | Ary Borges              |     | 86' |
| CM               | 21 | Kerolin                 |     |     |
| CM               | 5  | Luana                   | 44' |     |
| LM               | 11 | Adriana                 |     | 80' |
| CF               | 9  | Debinha                 |     | 86' |
| CF               | 18 | Geyse                   |     | 61' |
| Thay người:      |    |                         |     |     |
| FW               | 7  | Andressa Alves da Silva |     | 61' |
| FW               | 16 | Beatriz Zaneratto João  |     | 80' |
| FW               | 10 | Marta                   |     | 86' |
| DF               | 19 | Monica Hickmann Alves   |     | 86' |
| MF               | 8  | Ana Vitória             |     | 86' |
| Huấn luyện viên: |    |                         |     |     |
| Pia Sundhage     |    |                         |     |     |

| Cầu thủ xuất sắc của trận đấu: Eugénie Le Sommer (Pháp) Trợ lý trọng tài: Kim Kyoung-min (Hàn Quốc) Joanna Charaktis (Úc) Trọng tài thứ tư: Lina Lehtovaara (Phần Lan) Trọng tài video: Massimiliano Irrati (Ý) Trợ lý trọng tài video: Armando Villarreal (Hoa Kỳ) Trợ lý trọng tài video (việt vị): Enedina Caudillo (México) |

### Panama vs Jamaica
| Panama | 0–1      | Jamaica        |
| ------ | -------- | -------------- |
|        | Chi tiết | - A. Swaby 56' |

| Panama | Jamaica |

| GK               | 12 | Yenith Bailey        |     |     |
| SW               | 23 | Carina Baltrip-Reyes |     | 87' |
| CB               | 3  | Wendy Natis          |     |     |
| CB               | 5  | Yomira Pinzón        |     |     |
| RWB              | 4  | Katherine Castillo   |     |     |
| LWB              | 6  | Deysiré Salazar      | 18' | 46' |
| RM               | 7  | Emily Cedeño         | 13' |     |
| CM               | 19 | Lineth Cedeño        |     | 65' |
| CM               | 8  | Schiandra González   |     | 78' |
| LM               | 10 | Marta Cox (c)        |     |     |
| CF               | 13 | Riley Tanner         |     |     |
| Thay người:      |    |                      |     |     |
| FW               | 20 | Aldrith Quintero     |     | 46' |
| FW               | 9  | Karla Riley          |     | 65' |
| MF               | 14 | Carmen Montenegro    |     | 78' |
| DF               | 2  | Hilary Jaén          |     | 87' |
| Huấn luyện viên: |    |                      |     |     |
| Ignacio Quintana |    |                      |     |     |

| GK               | 13 | Rebecca Spencer    |     |     |
| RB               | 15 | Tiffany Cameron    |     | 87' |
| CB               | 17 | Allyson Swaby (c)  |     |     |
| CB               | 4  | Chantelle Swaby    |     |     |
| LB               | 14 | Deneisha Blackwood | 31' |     |
| DM               | 3  | Vyan Sampson       |     |     |
| CM               | 20 | Atlanta Primus     |     | 87' |
| CM               | 8  | Drew Spence        |     |     |
| RF               | 10 | Jody Brown         |     | 80' |
| CF               | 22 | Kayla McKenna      |     | 80' |
| LF               | 18 | Trudi Carter       |     | 65' |
| Thay người:      |    |                    |     |     |
| FW               | 21 | Cheyna Matthews    |     | 65' |
| MF               | 2  | Solai Washington   |     | 80' |
| FW               | 9  | Kameron Simmonds   |     | 80' |
| FW               | 19 | Tiernny Wiltshire  |     | 87' |
| MF               | 7  | Peyton McNamara    |     | 87' |
| Huấn luyện viên: |    |                    |     |     |
| Lorne Donaldson  |    |                    |     |     |

| Cầu thủ xuất sắc của trận đấu: Allyson Swaby (Jamaica) Trợ lý trọng tài: Maryna Striletska (Ukraina) Paulina Baranowska (Ba Lan) Trọng tài thứ tư: Akhona Makalima (Nam Phi) Trọng tài video: Juan Martínez Munuera (Tây Ban Nha) Trợ lý trọng tài video: Adil Zourak (Maroc) Trợ lý trọng tài video (việt vị): Sian Massey-Ellis (Anh) |

### Panama vs Pháp
| Panama                                        | 3–6      | Pháp                                                                                |
| --------------------------------------------- | -------- | ----------------------------------------------------------------------------------- |
| - Cox 2' - Pinzón 64' (ph.đ.) - L. Cedeño 87' | Chi tiết | - Lakrar 21' - Diani 28', 37' (ph.đ.), 52' (ph.đ.) - Le Garrec 45+5' - Bècho 90+10' |

| Panama | Pháp |

| GK               | 12 | Yenith Bailey        |     |     |
| SW               | 5  | Yomira Pinzón        | 66' |     |
| CB               | 3  | Wendy Natis          |     | 62' |
| CB               | 23 | Carina Baltrip-Reyes |     |     |
| RWB              | 7  | Emily Cedeño         |     | 58' |
| LWB              | 2  | Hilary Jaén          |     |     |
| RM               | 14 | Carmen Montenegro    |     | 58' |
| CM               | 6  | Deysiré Salazar      |     | 46' |
| CM               | 20 | Aldrith Quintero     |     |     |
| LM               | 13 | Riley Tanner         |     | 81' |
| CF               | 10 | Marta Cox (c)        |     |     |
| Thay người:      |    |                      |     |     |
| MF               | 19 | Lineth Cedeño        |     | 46' |
| MF               | 18 | Erika Hernández      |     | 58' |
| MF               | 8  | Schiandra González   |     | 58' |
| DF               | 16 | Rebeca Espinosa      |     | 62' |
| MF               | 11 | Natalia Mills        |     | 81' |
| Huấn luyện viên: |    |                      |     |     |
| Ignacio Quintana |    |                      |     |     |

| GK               | 16 | Pauline Peyraud-Magnin |  |     |
| RB               | 22 | Ève Périsset           |  |     |
| CB               | 2  | Maëlle Lakrar          |  |     |
| CB               | 5  | Élisa De Almeida       |  |     |
| LB               | 20 | Estelle Cascarino      |  |     |
| RM               | 23 | Vicki Bècho            |  |     |
| CM               | 17 | Léa Le Garrec          |  |     |
| CM               | 8  | Grace Geyoro (c)       |  | 46' |
| LM               | 13 | Selma Bacha            |  | 46' |
| SS               | 12 | Clara Matéo            |  |     |
| CF               | 11 | Kadidiatou Diani       |  | 60' |
| Thay người:      |    |                        |  |     |
| MF               | 10 | Amel Majri             |  | 46' |
| FW               | 18 | Viviane Asseyi         |  | 46' |
| MF               | 4  | Laurina Fazer          |  | 60' |
| Huấn luyện viên: |    |                        |  |     |
| Hervé Renard     |    |                        |  |     |

| Cầu thủ xuất sắc của trận đấu: Kadidiatou Diani (Pháp) Trợ lý trọng tài: Mariana de Almeida (Argentina) Daiana Milone (Argentina) Trọng tài thứ tư: Emikar Calderas Barrera (Venezuela) Trọng tài video: Alejandro Hernández Hernández (Tây Ban Nha) Trợ lý trọng tài video: Salomé di Iorio (Argentina) Trợ lý trọng tài video (việt vị): Shirley Perello (Honduras) |

### Jamaica vs Brasil
| Jamaica | 0–0      | Brasil |
| ------- | -------- | ------ |
|         | Chi tiết |        |

| Jamaica | Brasil |

| GK               | 13 | Rebecca Spencer    |     |     |
| RB               | 19 | Tiernny Wiltshire  |     |     |
| CB               | 17 | Allyson Swaby      |     |     |
| CB               | 4  | Chantelle Swaby    |     |     |
| LB               | 14 | Deneisha Blackwood |     |     |
| DM               | 3  | Vyan Sampson       |     |     |
| RM               | 21 | Cheyna Matthews    | 30' | 46' |
| CM               | 20 | Atlanta Primus     |     |     |
| CM               | 8  | Drew Spence        |     |     |
| LM               | 10 | Jody Brown         |     | 85' |
| CF               | 11 | Khadija Shaw (c)   |     |     |
| Thay người:      |    |                    |     |     |
| FW               | 15 | Tiffany Cameron    |     | 46' |
| MF               | 2  | Solai Washington   |     | 85' |
| Huấn luyện viên: |    |                    |     |     |
| Lorne Donaldson  |    |                    |     |     |

| GK               | 12 | Letícia Izidoro         |  |     |
| RB               | 2  | Antônia                 |  | 81' |
| CB               | 3  | Kathellen               |  |     |
| CB               | 4  | Rafaelle Souza          |  |     |
| LB               | 6  | Tamires                 |  |     |
| RM               | 17 | Ary Borges              |  | 46' |
| CM               | 21 | Kerolin                 |  |     |
| CM               | 5  | Luana                   |  | 81' |
| LM               | 11 | Adriana                 |  |     |
| CF               | 9  | Debinha                 |  |     |
| CF               | 10 | Marta (c)               |  | 81' |
| Thay người:      |    |                         |  |     |
| FW               | 16 | Beatriz Zaneratto João  |  | 46' |
| MF               | 15 | Duda Sampaio            |  | 81' |
| FW               | 7  | Andressa Alves da Silva |  | 81' |
| FW               | 18 | Geyse                   |  | 81' |
| Huấn luyện viên: |    |                         |  |     |
| Pia Sundhage     |    |                         |  |     |

| Cầu thủ xuất sắc của trận đấu: Rebecca Spencer (Jamaica) Trợ lý trọng tài: Katrin Rafalski (Đức) Susanne Küng (Thụy Sĩ) Trọng tài thứ tư: Vincentia Amedome (Togo) Trọng tài video: Marco Fritz (Đức) Trợ lý trọng tài video: Pol van Boekel (Hà Lan) Trợ lý trọng tài video (việt vị): Ella De Vries (Bỉ) |

## Kỷ luật của bảng đấu
Điểm kỷ luật sẽ được sử dụng như một tiêu chí xếp hạng nếu thành tích chung cuộc và thành tích đối đầu của các đội bằng nhau. Điểm này được tính dựa trên số thẻ vàng và thẻ đỏ nhận được trong tất cả các trận đấu vòng bảng như sau:
- thẻ vàng thứ nhất: trừ 1 điểm;
- thẻ đỏ gián tiếp (thẻ vàng thứ hai): trừ 3 điểm;
- thẻ đỏ trực tiếp: trừ 4 điểm;
- thẻ vàng và thẻ đỏ trực tiếp: trừ 5 điểm;

Chỉ một trong số các khoản trừ trên được áp dụng cho một cầu thủ trong một trận đấu duy nhất.
| Đội     | Trận 1   | Trận 1                                    | Trận 1 | Trận 1            | Trận 2   | Trận 2                                    | Trận 2 | Trận 2            | Trận 3   | Trận 3                                    | Trận 3 | Trận 3            | Điểm |
| Đội     | Thẻ vàng | Thẻ vàng · Thẻ vàng-đỏ (thẻ đỏ gián tiếp) | Thẻ đỏ | Thẻ vàng · Thẻ đỏ | Thẻ vàng | Thẻ vàng · Thẻ vàng-đỏ (thẻ đỏ gián tiếp) | Thẻ đỏ | Thẻ vàng · Thẻ đỏ | Thẻ vàng | Thẻ vàng · Thẻ vàng-đỏ (thẻ đỏ gián tiếp) | Thẻ đỏ | Thẻ vàng · Thẻ đỏ | Điểm |
| ------- | -------- | ----------------------------------------- | ------ | ----------------- | -------- | ----------------------------------------- | ------ | ----------------- | -------- | ----------------------------------------- | ------ | ----------------- | ---- |
| Brasil  |          |                                           |        |                   | 1        |                                           |        |                   |          |                                           |        |                   | −1   |
| Panama  |          |                                           |        |                   | 2        |                                           |        |                   | 1        |                                           |        |                   | −3   |
| Pháp    | 1        |                                           |        |                   | 3        |                                           |        |                   |          |                                           |        |                   | −4   |
| Jamaica | 1        | 1                                         |        |                   | 1        |                                           |        |                   | 1        |                                           |        |                   | −6   |